# Maria Luisa Stringa
Maria Luisa Stringa (Venezia, 7 ottobre 1928 – Firenze, 15 giugno 2015) è stata una storica della filosofia italiana fra le fondatrici della European Federation of UNESCO Centres, Clubs and Associations.

## Biografia
Dopo gli anni di scuola ad Udine e il trasferimento della famiglia a Firenze nel 1946, frequenta la Facoltà di Lettere e Filosofia e si laurea con una tesi sull'etica, a pieni voti, con il professore Eustachio Paolo Lamanna. Si dedica all'insegnamento nelle scuole, alla ricerca accademica e all'attività di sviluppo di Club e Centri Unesco. Vi partecipa attivamente con ruoli di direzione operando in diverse istituzioni preposte alla difesa dei diritti umani e della pace e agli scambi culturali a livello internazionale. Si spegne a Firenze nel 2015.

## Vita professionale
Dopo aver conseguito la laurea in storia della filosofia e filosofia morale, lavora presso l'Università di Firenze come assistente dei professori Eustachio Paolo Lamanna e Eugenio Garin.  Si dedica all'insegnamento universitario e nei licei e come prima cattedra insegna al liceo classico di Lecce dove offre anche il suo contributo all'Università di Lecce appena fondata. In seguito ottiene la cattedra in licei toscani. Nel 1959 vince una borsa di studio Fulbright presso la Columbia University, New York. In seguito è nominata presidente a livello nazionale del Programma Fulbright.

## Nell'UNESCO
Nel 1971 fonda il Centro Unesco Firenze divenuto sotto la sua guida Biblioteca Associata all’ Unesco  un punto dei riferimento per la cultura e la ricerca in ambito internazionale: le attività dei giovani del Centro Unesco con il patrocinio e il contributo del Comune di Firenze sono state seguite dall’Unesco di Parigi e il Segretario Generale Amadou-Mahtar M’Bow, intervenuto a Firenze, ha contribuito alla proclamazione della città come “Città Patrimonio dell’Umanità”.
Viene quindi comandata presso la Sovrintendenza scolastica regionale per le attività culturali della Toscana e in seguito cura la selezione delle pubblicazioni Unesco lavorando presso la Biblioteca di Documentazione Pedagogica di Firenze.
Nel 1979 opera per la creazione della Federazione Italiana dei Club e Centri per l'Unesco, ricoprendo da subito la carica di Segretaria Generale e quindi di Presidente dal 2001 al 2012, contribuendo a diffondere in Italia gli ideali e i programmi di azione dell’UNESCO, favorendo il sorgere di molti Club e mantenendo contatti diretti con l'UNESCO a Parigi e in tutto il mondo.
Contribuisce successivamente nel 1981 alla fondazione della World Federation of UNESCO Centres, Clubs and Associations  in cui partecipa con vari incarichi, come prima italiana nel Consiglio esecutivo. Nel 2001 partecipa alla nascita della European Federation of UNESCO Centres, Clubs and Associations  e ne riveste l'incarico di Presidente e Vice Presidente fino al 2013 quando viene nominata Presidente emerita. Nei vari ruoli ricoperti offre contributi a livello organizzativo e di pensiero in numerosi convegni internazionali (Giappone, Senegal, Vietnam, Stati Uniti, Cina, Russia, Messico) e nazionali ed anche nei progetti e iniziative organizzate soprattutto nelle scuole e con gli studenti sulle tematiche dell'Unesco, ad esempio la preparazione di schede di libri sul tema della Pace nel 2000, anno internazionale della Pace, il progetto voluto dall'allora Segretario Generale dell'UNESCO Federico Mayor “Monumenti testimoni di pace” diffuso a tutti i club italiani.

## Nel Soroptimist
Si avvicina al Soroptimist International e ricopre la carica di presidente del Club Firenze nel biennio 1990-1992. I diritti umani sono fra i temi da lei maggiormente trattati promuovendo scambi internazionali fra giovani per lo sviluppo individuale e sociale delle giovani donne.

## Scritti
- Il problema di Humeː istinto e ragione, in Rivista di filosofia, vol. 43, n. 4, 1952.
- Ricordo di Croce, Galatina, Mariano, 1962.
- Una cultura di pace: I Club e Centri Unesco italiani riuniti in assemblea ad Assisi, in Siti, trimestrale di attualità e politica culturale dell'Associazione Città italiane patrimonio mondiale UNESCO, n. 2, 2005,  pp. 72-75.
- Uniti nell'Unesco, in Siti, trimestrale di attualità e politica culturale dell'Associazione Città italiane patrimonio mondiale UNESCO, vol. 3, n. 3,  pp. 26-29.